# 四維矢量
本条目中，向量與标量分別用粗體與斜體顯示。例如，位置向量通常用 {\displaystyle \mathbf {r} \,\!} 表示；而其大小則用 {\displaystyle r\,\!} 來表示。四維矢量用加有標號的斜體顯示。例如，{\displaystyle {x}^{\mu }\,\!}或{\displaystyle {x}_{\mu }\,\!}。為了避免歧意，四維矢量的斜體與標號之間不會有括號。例如，{\displaystyle (x)^{2}\,\!}表示{\displaystyle x\,\!}平方；而{\displaystyle {x}^{2}\,\!}是{\displaystyle {x}^{\mu }\,\!}的第二個分量。
在相對論裏，四維向量（four-vector）是實值四維向量空間裏的矢量。這四維向量空間稱為閔考斯基時空。四維向量的分量分別為在某個時間點與三維空間點的四個數量。在閔考斯基時空內的任何一點，都代表一個「事件」，可以用四維向量表示。從任意慣性參考系觀察某事件所獲得的四維向量，通過勞侖茲變換，可以變換為從其它慣性參考系觀察該事件所獲得的四維向量。
本文章只思考在狹義相對論範圍內的四維向量，儘管四維向量的概念延伸至廣義相對論。在本文章內寫出的一些結果，必須加以修改，才能在廣義相對論範圍內成立。

## 數學性質

在閔考斯基時空裡，不同慣性參考系的座標軸

在閔考斯基時空內的任何一點，都可以用四維向量（一組標準基底的四個坐標） {\displaystyle {x}^{\mu }=({x}^{0},\,{x}^{1},\,{x}^{2},\,{x}^{3})} 來表示；其中，上標 {\displaystyle \mu =0,\,1,\,2,\,3} 標記時空的維數次序。稱這四維向量為「坐標四維向量」，又稱「四維坐標」，定義為
{\displaystyle {x}^{\mu }\ {\stackrel {def}{=}}\ (ct,\,x,\,y,\,z)} ；
其中，{\displaystyle c} 是光速，{\displaystyle t} 是時間，{\displaystyle (x,\,y,\,z)} 是位置的三維直角坐標。
為了確使每一個坐標的單位都是長度單位，定義 {\displaystyle {x}^{0}\ {\stackrel {def}{=}}\ ct} 。
「四維位移」定義為兩個事件之間的矢量差。在時空圖裏，四維位移可以用從第一個事件指到第二個事件的箭矢來表示。當矢量的尾部是坐標系的原點時，位移就是位置。四維位移 {\displaystyle \Delta {x}^{\mu }} 表示為
{\displaystyle \Delta {x}^{\mu }\ {\stackrel {def}{=}}\ (\Delta ct,\ \Delta x,\ \Delta y,\ \Delta z)} 。
帶有上標的四維向量 {\displaystyle {U}^{\mu }} 稱為反變矢量，其分量標記為
{\displaystyle {U}^{\mu }=\ ({U}^{0},\,{U}^{1},\,{U}^{2},\,{U}^{3})} 。
假若，標號是下標，則稱四維向量 {\displaystyle {U}_{\mu }} 為協變矢量。其分量標記為
{\displaystyle {U}_{\mu }=\ ({U}_{0},\,{U}_{1},\,{U}_{2},\,{U}_{3})=\ ({U}^{0},\,-{U}^{1},\,-{U}^{2},\,-{U}^{3})} 。
在這裡，閔考斯基度規 {\displaystyle \eta _{\mu \nu }} 被設定為
{\displaystyle \eta _{\mu \nu }\ {\stackrel {def}{=}}\ \left({\begin{matrix}1&0&0&0\\0&-1&0&0\\0&0&-1&0\\0&0&0&-1\end{matrix}}\right)} 。
採用愛因斯坦求和約定，則四維向量的協變坐標和反變坐標之間的關係為
{\displaystyle U_{\mu }=\eta _{\mu \nu }U^{\nu }} 。
閔考斯基度規與它的「共軛度規張量」 {\displaystyle \eta ^{\mu \nu }} 相等：
{\displaystyle \eta ^{\mu \nu }\ {\stackrel {def}{=}}\ \left({\begin{matrix}1&0&0&0\\0&-1&0&0\\0&0&-1&0\\0&0&0&-1\end{matrix}}\right)} 。

### 勞侖茲變換
給予兩個慣性參考系 {\displaystyle {\mathcal {S}}}、 {\displaystyle {\bar {\mathcal {S}}}} ；相對於參考系 {\displaystyle {\mathcal {S}}}，參考系 {\displaystyle {\bar {\mathcal {S}}}} 以速度 {\displaystyle \mathbf {v} =v{\hat {\mathbf {x} }}} 移動。對於這兩個參考系，相關的「勞侖茲變換矩陣」 {\displaystyle \Lambda ^{\mu }{}_{\nu }} 是
{\displaystyle \Lambda ^{\mu }{}_{\nu }=\ \left({\begin{matrix}\gamma &-\gamma \beta &0&0\\-\gamma \beta &\gamma &0&0\\0&0&1&0\\0&0&0&1\end{matrix}}\right)}；
其中，{\displaystyle \gamma ={\cfrac {1}{\sqrt {1-\left({\frac {v}{c}}\right)^{2}}}}} 是勞侖茲因子，{\displaystyle \beta ={\frac {v}{c}}}是「貝塔因子」。
對於這兩個參考系 {\displaystyle {\mathcal {S}}}、 {\displaystyle {\bar {\mathcal {S}}}} ，假設一個事件的四維坐標分別為 {\displaystyle {x}^{\mu }}、 {\displaystyle {\bar {x}}^{\mu }} 。那麼，這兩個四維坐標之間的關係為
{\displaystyle {\bar {x}}^{\mu }=\Lambda ^{\mu }{}_{\nu }\ x^{\nu }} 、
{\displaystyle x^{\mu }={\bar {\Lambda }}^{\mu }{}_{\nu }\ {\bar {x}}^{\nu }} ；
其中，{\displaystyle {\bar {\Lambda }}^{\mu }{}_{\nu }} 是 {\displaystyle \Lambda ^{\mu }{}_{\nu }} 的反矩阵，
{\displaystyle {\bar {\Lambda }}^{\mu }{}_{\nu }=\ \left({\begin{matrix}\gamma &\gamma \beta &0&0\\\gamma \beta &\gamma &0&0\\0&0&1&0\\0&0&0&1\end{matrix}}\right)} 。
將這兩個四維坐標之間的關係式合併為一，則可得到
{\displaystyle {\bar {x}}^{\mu }=\Lambda ^{\mu }{}_{\nu }\ x^{\nu }=\Lambda ^{\mu }{}_{\nu }\ {\bar {\Lambda }}^{\nu }{}_{\xi }\ {\bar {x}}^{\xi }} 。
因此，可以找到勞侖茲變換矩陣的一個特性：
{\displaystyle \Lambda ^{\mu }{}_{\nu }\ {\bar {\Lambda }}^{\nu }{}_{\xi }=\delta ^{\mu }{}_{\xi }} ；
其中，{\displaystyle \delta ^{\mu }{}_{\xi }} 是克羅內克函數。
另外一個很有用的特性為
{\displaystyle {\bar {\Lambda }}^{\mu }{}_{\nu }=\eta _{\alpha \nu }\ \eta ^{\beta \mu }\ \Lambda ^{\alpha }{}_{\beta }} ；
給定一個事件在某慣性參考系的四維坐標，通過勞侖茲變換，就可計算出這事件在另外一個慣性參考系的四維坐標。這是個很有用的物理性質。當研究物理現象時，所涉及的四維向量，最好都能夠具有這有用的性質。這樣，可以使得數學分析更加精緻犀利。以方程式表示，對於兩個參考系 {\displaystyle {\mathcal {S}}}、 {\displaystyle {\bar {\mathcal {S}}}}，具有這種有用性質的四維向量 {\displaystyle {U}^{\mu }} 、{\displaystyle {\bar {U}}^{\mu }} 滿足
{\displaystyle {\bar {U}}^{\mu }=\Lambda ^{\mu }{}_{\nu }\ U^{\nu }} 、
{\displaystyle U^{\mu }={\bar {\Lambda }}^{\mu }{}_{\nu }\ {\bar {U}}^{\nu }} 。
在計算這四維向量對於時間的導數時，若能選擇固有時為時間變數，則求得的四維向量仍舊具有這有用的性質。因為，固有時乃是個不變量；改變慣性參考系不會改變不變量。
假設一個物體運動於閔考斯基時空。在「實驗室參考系」裡，物體運動的速度隨著時間改變。對於每瞬時刻，選擇與物體同樣運動的慣性參考系，稱為「瞬間共動參考系」（momentarily comoving reference frame）。在這瞬間共動參考系裡，物體的速度為零，因此，這參考系也是物體的「瞬間靜止參考系」。隨著物體不斷地改變運動速度與方向，新的慣性參考系也會不斷地改換為瞬間共動參考系。:41-42隨著這些不斷改換的瞬間同行坐標系所測得的時間即為固有時，標記為 {\displaystyle \tau } 。這就好像給物體掛戴一隻手錶，隨著物體的運動，手錶也會做同樣的運動，而手錶所紀錄的時間就是固有時。
這物體的運動可以用一條世界線 {\displaystyle x(\tau )} 來描述。由於時間膨脹，發生於物體的兩個本地事件的微小固有時間隔 {\displaystyle \Delta \tau } 與從別的慣性參考系 {\displaystyle {\mathcal {S}}} 所觀測到的微小時間間隔 {\displaystyle \Delta t} 的關係為
{\displaystyle \Delta t=\gamma \Delta \tau } 。
所以，固有時 {\displaystyle \tau } 對於其它時間 {\displaystyle t} 的導數為
{\displaystyle {\frac {\mathrm {d} \tau }{\mathrm {d} t}}={\frac {1}{\gamma }}} 。

### 閔考斯基內積
在閔考斯基空間裡，兩個四維向量 {\displaystyle U^{\mu }} 與 {\displaystyle V_{\mu }} 的內積，稱為閔考斯基內積，以方程式表示為：
{\displaystyle U^{\mu }V_{\mu }\ {\stackrel {def}{=}}\ U^{0}V^{0}-U^{1}V^{1}-U^{2}V^{2}-U^{3}V^{3}} 。
由於這內積並不具正定性，即
{\displaystyle U^{\mu }U_{\mu }=(U^{0})^{2}-(U^{1})^{2}-(U^{2})^{2}-(U^{3})^{2}}
可能會是負數；而歐幾里得內積一定不是負數。
許多學者喜歡使用相反正負號的 {\displaystyle \eta }：
{\displaystyle \eta _{\mu \nu }\ {\stackrel {def}{=}}\ \left({\begin{matrix}-1&0&0&0\\0&1&0&0\\0&0&1&0\\0&0&0&1\end{matrix}}\right)} 。
這樣，{\displaystyle U^{\mu }} 與 {\displaystyle V_{\mu }} 的內積改變為
{\displaystyle U^{\mu }V_{\mu }=-U^{0}V^{0}+U^{1}V^{1}+U^{2}V^{2}+U^{3}V^{3}} 。
其它相聯的量值也會因而改變正負號，但這不會改變系統的物理性質。
從參考系 {\displaystyle {\mathcal {S}}} 改換至另一參考系 {\displaystyle {\overline {\mathcal {S}}}} ，{\displaystyle U^{\mu }} 與 {\displaystyle V_{\mu }} 的內積為
{\displaystyle {U}^{\mu }{V}_{\mu }={\overline {\Lambda }}^{\mu }{}_{\alpha }\ {\overline {U}}^{\alpha }\ \eta _{\mu \beta }{V}^{\beta }={\overline {\Lambda }}^{\mu }{}_{\alpha }\ {\overline {U}}^{\alpha }\ \eta _{\mu \beta }\ {\overline {\Lambda }}^{\beta }{}_{\xi }\ {\overline {V}}^{\xi }={\overline {\Lambda }}^{\mu }{}_{\alpha }\ {\overline {U}}^{\alpha }\ \eta _{\mu \beta }\ {\overline {\Lambda }}^{\beta }{}_{\xi }\ \eta ^{\xi \zeta }\ {\overline {V}}_{\zeta }={\overline {\Lambda }}^{\mu }{}_{\alpha }\ {\overline {U}}^{\alpha }\ {\overline {\Lambda }}^{\zeta }{}_{\mu }\ {\overline {V}}_{\zeta }=\delta ^{\zeta }{}_{\alpha }\ {\overline {U}}^{\alpha }\ {\overline {V}}_{\zeta }={\overline {U}}^{\alpha }{\overline {V}}_{\alpha }} 。
所以，在閔考斯基時空內，兩個四維向量的內積是個不變量：:44-46
{\displaystyle U^{\mu }V_{\mu }={\overline {U}}^{\mu }{\overline {V}}_{\mu }} 。
四維向量可以分類為類時，類空，或類光（零矢量）：
類時矢量：{\displaystyle U^{\mu }U_{\mu }>0} ，
類空矢量：{\displaystyle U^{\mu }U_{\mu }<0} ，
類光矢量：{\displaystyle U^{\mu }U_{\mu }=0} 。

## 動力學實例

### 四維速度
設想一個物體運動於閔考斯基時空，則其世界線的任意事件 {\displaystyle x^{\mu }(\tau )} 的四維速度 {\displaystyle U^{\mu }} 定義為:46-48
{\displaystyle U^{\mu }\ {\stackrel {def}{=}}\ {\frac {\mathrm {d} x^{\mu }}{\mathrm {d} \tau }}={\frac {\mathrm {d} t}{\mathrm {d} \tau }}\ {\frac {\mathrm {d} x^{\mu }}{\mathrm {d} t}}=\left(\gamma c,\ \gamma \mathbf {u} \right)} ；
其中，{\displaystyle \mathbf {u} =\left({\frac {\mathrm {d} x^{1}}{\mathrm {d} t}},\,{\frac {\mathrm {d} x^{2}}{\mathrm {d} t}},\,{\frac {\mathrm {d} x^{3}}{\mathrm {d} t}}\right)} 是三維速度，或經典速度矢量。
{\displaystyle U^{\mu }} 的空間部分與經典速度 {\displaystyle \mathbf {u} } 的關係為
{\displaystyle \left(U^{1},\,U^{2},\,U^{3}\right)=\gamma \mathbf {u} } 。
四維速度與自己的內積等於光速平方，是一個不變量：
{\displaystyle U^{\mu }U_{\mu }=c^{2}} 。
在物體的瞬間共動參考系裡，物體的速度為零，因此，四維速度為
{\displaystyle \left(c,0,0,0\right)_{MCRF}} ，
其方向與瞬間共動參考系的第零個基底向量 {\displaystyle {\hat {\mathbf {e} }}_{0}=\left(1,0,0,0\right)_{MCRF}} 同向；
其中，{\displaystyle MCRF} 表示從瞬間共動參考系觀察得到的數據。

### 四維加速度
四維加速度 {\displaystyle \alpha ^{\mu }} 定義為 :46-48
{\displaystyle \alpha ^{\mu }\ {\stackrel {def}{=}}\ {\frac {\mathrm {d} U^{\mu }}{\mathrm {d} \tau }}=\left(\gamma {\dot {\gamma }}c,\,\gamma {\dot {\gamma }}\mathbf {u} +\gamma ^{2}{\dot {\mathbf {u} }}\right)} 。
經過一番運算，可以得到勞侖茲因子對於時間的導數：
{\displaystyle {\dot {\gamma }}={\frac {\mathrm {d} \gamma }{\mathrm {d} t}}=\gamma ^{3}(\mathbf {u} \cdot \mathbf {a} )/c^{2}} ；
其中，{\displaystyle \mathbf {a} ={\frac {\mathrm {d} \mathbf {u} }{\mathrm {d} t}}} 是經典加速度。
所以，四維加速度 {\displaystyle \alpha ^{\mu }} 可以表示為
{\displaystyle \alpha ^{\mu }=\left(\gamma ^{4}(\mathbf {u} \cdot \mathbf {a} )/c,\,\gamma ^{2}\mathbf {a} +\gamma ^{4}(\mathbf {u} \cdot \mathbf {a} )\mathbf {u} /c^{2}\right)} 。
由於 {\displaystyle U_{\mu }U^{\mu }} 是個常數，四維加速度與四維速度相互正交；也就是說，四維速度與四維加速度的閔考斯基內積等於零：
{\displaystyle \alpha _{\mu }U^{\mu }={\frac {1}{2}}{\frac {\mathrm {d} (U_{\mu }U^{\mu })}{\mathrm {d} \tau }}=0} 。
對於每一條世界線，這計算結果都成立。
注意到在瞬間共動參考系裡， {\displaystyle U_{\mu }} 只有時間分量不等於零，所以， {\displaystyle \alpha ^{\mu }} 為的時間分量為零：
{\displaystyle \alpha ^{\mu }=\left(0,\,\gamma ^{2}\mathbf {a} \right)_{MCRF}} 。

### 四維動量
一個靜止質量為 {\displaystyle m} 的粒子的四維動量 {\displaystyle P^{\mu }} 定義為
{\displaystyle P^{\mu }\ {\stackrel {def}{=}}\ mU^{\mu }=\left(\gamma mc,\,\gamma m\mathbf {u} \right)} 。
經典動量 {\displaystyle \mathbf {p} } 定義為
{\displaystyle \mathbf {p} \ {\stackrel {def}{=}}\ m_{rel}\mathbf {u} =\gamma m\mathbf {u} } ；
其中，{\displaystyle m_{rel}} 是相對論性質量。
所以，{\displaystyle P^{\mu }} 的空間部分等於經典動量 {\displaystyle \mathbf {p} } ：
{\displaystyle \left(P^{1},\,P^{2},\,P^{3}\right)=\mathbf {p} }。

### 四維力
作用於粒子的四維力定義為粒子的四維動量對於固有時的導數：
{\displaystyle F^{\mu }\ {\stackrel {def}{=}}\ {\frac {\mathrm {d} P^{\mu }}{\mathrm {d} \tau }}}。
提出四維動量內的靜止質量因子，即可發覺四維力就是靜止質量乘以四維加速度：
{\displaystyle F^{\mu }=m{\frac {\mathrm {d} U^{\mu }}{\mathrm {d} \tau }}=m\alpha ^{\mu }} 。
因此，四維力可以表示為
{\displaystyle F^{\mu }=m\left(\gamma ^{4}(\mathbf {u} \cdot \mathbf {a} )/c,\,\gamma ^{2}\mathbf {a} +\gamma ^{4}(\mathbf {u} \cdot \mathbf {a} )\mathbf {u} /c^{2}\right)} 。
經典力 {\displaystyle \mathbf {f} } 定義為
{\displaystyle \mathbf {f} \ {\stackrel {def}{=}}\ {\frac {\mathrm {d} \mathbf {p} }{\mathrm {d} t}}} 。
所以，{\displaystyle F^{\mu }}的空間部分等於 {\displaystyle \gamma \mathbf {f} } ：
{\displaystyle \left(F^{1},\,F^{2},\,F^{3}\right)=\gamma \mathbf {f} } 。

## 物理內涵
在四維向量的表述裏，存在著許多能量與物質之間的關係。從這些特別關係，可以顯示出這表述的功能與精緻。

### 質能方程式
假設，在微小時間間隔 {\displaystyle \mathrm {d} t} ，一個運動於時空的粒子，感受到作用力 {\displaystyle \mathbf {f} } 的施加，而這粒子的微小位移為 {\displaystyle \mathrm {d} \mathbf {x} } 。那麼，作用力 {\displaystyle \mathbf {f} } 對於這粒子所做的微小機械功 {\displaystyle \mathrm {d} W} 為
{\displaystyle \mathrm {d} W=\mathbf {f} \cdot \mathrm {d} \mathbf {x} } 。
因此，這粒子的動能的改變 {\displaystyle \mathrm {d} K} 為
{\displaystyle \mathrm {d} K=\mathrm {d} W=\mathbf {f} \cdot \mathrm {d} \mathbf {x} } 。
粒子的動能 {\displaystyle K} 對於時間的導數為
{\displaystyle {\frac {\mathrm {d} K}{\mathrm {d} t}}=\mathbf {f} \cdot {\frac {\mathrm {d} \mathbf {x} }{\mathrm {d} t}}=\mathbf {f} \cdot \mathbf {u} } 。
將前面經典力和經典速度的公式帶入，可以得到
{\displaystyle {\frac {\mathrm {d} K}{\mathrm {d} t}}=m\gamma ^{3}(\mathbf {u} \cdot \mathbf {a} )=mc^{2}{\frac {\mathrm {d} \gamma }{\mathrm {d} t}}} 。
這公式的反微分為
{\displaystyle K=\gamma mc^{2}+K_{0}} 。
當粒子靜止時，動能等於零。所以，
{\displaystyle K=\gamma mc^{2}-mc^{2}} 。
這公式的右手邊第二個項目就是靜止能量 {\displaystyle E_{0}\ {\stackrel {def}{=}}\ mc^{2}} 。動能 {\displaystyle K} 加上靜止能量 {\displaystyle E_{0}} 等於總能量 {\displaystyle E} ：
{\displaystyle E=\gamma mc^{2}} 。
再加簡化，以相對論性質量 {\displaystyle m_{rel}} 表示：
{\displaystyle E=m_{rel}c^{2}} 。
這方程式稱為質能方程式。

### 能量-動量關係式
使用質能方程式 {\displaystyle E=m_{rel}c^{2}=\gamma mc^{2}} ，四維動量可以表示為
{\displaystyle P^{\mu }=\left({\frac {E}{c}},\,\mathbf {p} \right)} 。
四維動量與自己的內積為
{\displaystyle P^{\mu }P_{\mu }={\frac {E^{2}}{c^{2}}}-(p)^{2}} 。
改以四維速度來計算內積：
{\displaystyle P^{\mu }P_{\mu }=m^{2}U^{\mu }U_{\mu }=m^{2}c^{2}} 。
所以，能量-動量關係式為
{\displaystyle E^{2}=(pc)^{2}+m^{2}c^{4}} 。

## 電磁學實例

### 四維電流密度
在電磁學裏，四維電流密度 {\displaystyle J^{\mu }} 是一個四維向量，定義為
{\displaystyle J^{\mu }\ {\stackrel {def}{=}}\ (\rho c,\,\mathbf {j} )} ；
其中，{\displaystyle \rho } 是電荷密度，{\displaystyle \mathbf {j} } 是三維電流密度。
在瞬間共動參考系所觀測到的電荷密度，稱為固有電荷密度 {\displaystyle \rho _{0}=\rho /\gamma } 。四維電流密度與四維速度的關係為
{\displaystyle J^{\mu }=\rho _{0}U^{\mu }} 。
電荷守恆定律能以三維矢量表示為
{\displaystyle {\frac {\partial \rho }{\partial t}}+\nabla \cdot \mathbf {j} =0} 。
這定律也能以四維電流密度表示為
{\displaystyle {\frac {\partial J^{\mu }}{\partial x^{\mu }}}=0} 。
從這方程式，可以推論四維電流密度的四維散度等於零。

### 電磁四維勢
電磁四維勢是由電勢 {\displaystyle \phi \,} 與矢量勢 {\displaystyle \mathbf {A} } 共同形成的，定義為
{\displaystyle A^{\mu }\ {\stackrel {def}{=}}\ (\phi /c,\,\mathbf {A} )} 。
黎曼-索末菲方程式表示電磁四維勢與四維電流密度之間的關係：
{\displaystyle \Box A^{\mu }=\mu _{0}J^{\mu }} ;
其中，{\displaystyle \mu _{0}} 是磁常數，{\displaystyle \Box =\partial ^{2}=\partial _{\alpha }\partial ^{\alpha }=\left({\frac {1}{c^{2}}}\ {\frac {\partial ^{2}}{\partial t^{2}}}-\nabla ^{2}\right)} 是達朗貝爾算符，又稱為四維拉普拉斯算符。

### 四維頻率和四維波矢量
一個平面電磁波的四維頻率 {\displaystyle {\nu }^{\mu }} 定義為
{\displaystyle {\nu }^{\alpha }\ {\stackrel {def}{=}}\ (f,\,f\mathbf {n} )} ；
其中，{\displaystyle f} 是電磁波的頻率，{\displaystyle \mathbf {n} } 是朝著電磁波傳播方向的單位矢量。
四維頻率與自己的內積永遠等於零：
{\displaystyle {\nu }^{\alpha }{\nu }_{\alpha }=(f)^{2}(1-n^{2})=0} 。
一個近單色光的波包的波動性質可以用四維波矢量 {\displaystyle {K}^{\alpha }} 來描述：
{\displaystyle {K}^{\alpha }\ {\stackrel {def}{=}}\ \left({\frac {2\pi f}{c}},\,\mathbf {k} \right)} 。
其中，{\displaystyle \mathbf {k} } 是三維波矢量。
四維波矢量與四維頻率之間的關係為
{\displaystyle {K}^{\alpha }={\frac {2\pi {\nu }^{\alpha }}{c}}} 。

## 參閱
- 洛侖茲協變性